# Diócesis de Samoa-Pago Pago
La diócesis de Samoa-Pago Pago (en latín: Dioecesis Samoa-Pagopagensis y en inglés: Roman Catholic Diocese of Samoa–Pago Pago) es una circunscripción eclesiástica de la Iglesia católica en Samoa Americana. Se trata de una diócesis latina, sufragánea de la arquidiócesis de Samoa-Apia. Desde el 29 de abril de 2023 su obispo es Kolio Etuale.

## Territorio y organización
La diócesis tiene 197 km² y extiende su jurisdicción sobre los fieles católicos de rito latino residentes en Samoa Americana, un territorio no incorporado de Estados Unidos en Oceanía.
La sede de la diócesis se encuentra en la ciudad de Pago Pago, pero en la cercana Tafuna en la isla de Tutuila, es donde se halla la Catedral de la Sagrada Familia. En Fagatogo se halla la Concatedral de San José Obrero.
En 2022 en la diócesis existían 29 parroquias.

## Historia
Samoa Americana fue visitada por el papa Pablo VI en noviembre de 1970.
La diócesis fue erigida el 10 de septiembre de 1982 mediante la bula Studiose quidem del papa Juan Pablo II, tras la división de la diócesis de Samoa y Tokelau, de la que también se originó la arquidiócesis de Samoa-Apia.

## Estadísticas
Según el Anuario Pontificio 2023 la diócesis tenía a fines de 2022 un total de 11 700 fieles bautizados.
| Año                                                                             | Población            | Población | Población      | Sacerdotes | Sacerdotes    | Sacerdotes    | Bautizados por sacerdote | Diáconos permanentes | Religiosos | Religiosos | Parroquias |
| Año                                                                             | Bautizados católicos | Total     | % de católicos | Total      | Clero secular | Clero regular | Bautizados por sacerdote | Diáconos permanentes | Varones    | Mujeres    | Parroquias |
| ------------------------------------------------------------------------------- | -------------------- | --------- | -------------- | ---------- | ------------- | ------------- | ------------------------ | -------------------- | ---------- | ---------- | ---------- |
| 1990                                                                            | 8000                 | 35 000    | 22.9           | 12         | 9             | 3             | 666                      | 1                    | 6          | 15         | 7          |
| 1999                                                                            | 12 160               | ?         | ?              | 9          | 9             |               | 1351                     | 19                   |            | 14         | 11         |
| 2000                                                                            | 13 402               | 62 000    | 21.6           | 9          | 9             |               | 1489                     | 19                   |            | 11         | 11         |
| 2001                                                                            | 12 000               | 62 000    | 19.4           | 13         | 10            | 3             | 923                      | 16                   | 3          | 11         | 11         |
| 2002                                                                            | 11 850               | 57 291    | 20.7           | 13         | 8             | 5             | 911                      | 17                   | 5          | 12         | 13         |
| 2003                                                                            | 12 000               | 60 000    | 20.0           | 14         | 10            | 4             | 857                      | 16                   | 4          | 14         | 13         |
| 2004                                                                            | 12 000               | 60 000    | 20.0           | 16         | 12            | 4             | 750                      | 15                   | 4          | 13         | 14         |
| 2010                                                                            | 14 000               | 68 000    | 20.6           | 21         | 18            | 3             | 666                      | 31                   | 3          | 10         | 16         |
| 2014                                                                            | 14 030               | 68 200    | 20.6           | 15         | 13            | 2             | 935                      | 22                   | 2          | 1          | 18         |
| 2017                                                                            | 12 600               | 61 000    | 20.7           | 16         | 14            | 2             | 787                      | 23                   | 2          |            | 19         |
| 2020                                                                            | 13 270               | 63 660    | 20.8           | 18         | 16            | 2             | 737                      | 20                   | 5          | 2          | 29         |
| 2022                                                                            | 11 700               | 56 300    | 20.8           | 19         | 17            | 2             | 615                      | 20                   | 5          | 2          | 29         |
| Fuente: Catholic-Hierarchy, que a su vez toma los datos del Anuario Pontificio. |                      |           |                |            |               |               |                          |                      |            |            |            |

## Episcopologio
- Sede vacante (1982-1986)

- John Quinn Weitzel, M.M. † (9 de junio de 1986-31 de mayo de 2013 retirado)
- Peter Brown, C.SS.R. (31 de mayo de 2013-29 de abril de 2023 retirado)
- Kolio Etuale, por sucesión el 29 de abril de 2023